# Prosopocera bettoni
Prosopocera bettoni là một loài bọ cánh cứng trong họ Cerambycidae.